# Monroe Regional Airport

i7
i11
i13
Der Monroe Regional Airport (IATA-Code: MLU, ICAO-Code: KLMU) ist ein Verkehrsflughafen in Louisiana, etwas östlich von Monroe.

## Geschichte
Der Flughafen gilt als Geburtsstätte von Delta Air Lines, da die Fluggesellschaft hier von 1926 bis 1941 vor ihrem Umzug zum Flughafen Atlanta beheimatet war.

## Fluggesellschaften und Ziele
Derzeit führen die Fluggesellschaften American Airlines/American Eagle (nach Dallas), Delta Air Lines (nach Atlanta) und United Airlines (nach Houston) Flüge auf dem Monroe Regional Airport durch.